# Liste der Baudenkmale in Vechta
In der Liste der Baudenkmale in Vechta sind alle Baudenkmale der niedersächsischen Stadt Vechta mit dem Kernort Vechta sowie den Ortschaften Bergstrup, Calveslage, Deindrup, Hagen, Holtrup, Holzhausen, Langförden, Oythe, Spreda, Stoppelmarkt, Stukenborg, Telbrake und Vardel aufgelistet. Die Quelle der Baudenkmale ist der Denkmalatlas Niedersachsen. Der Stand der Liste ist der 21. Dezember 2024.

## Allgemein
In den Spalten befinden sich folgende Informationen:
- Lage: die Adresse des Baudenkmales und die geographischen Koordinaten. Kartenansicht, um Koordinaten zu setzen. In der Kartenansicht sind Baudenkmale ohne Koordinaten mit einem roten Marker dargestellt und können in der Karte gesetzt werden. Baudenkmale ohne Bild sind mit einem blauen Marker gekennzeichnet, Baudenkmale mit Bild mit einem grünen Marker.
- Bezeichnung: Bezeichnung des Baudenkmales
- Beschreibung: die Beschreibung des Baudenkmales. Unter § 3 Abs. 2 NDSchG werden Einzeldenkmale und unter § 3 Abs. 3 NDSchG Gruppen baulicher Anlagen und deren Bestandteile ausgewiesen.
- ID: die Objekt-ID des Baudenkmales
- Bild: ein Bild des Baudenkmales, ggf. zusätzlich mit einem Link zu weiteren Fotos des Baudenkmals im Medienarchiv Wikimedia Commons. Wenn man auf das Kamerasymbol klickt, können Fotos zu Baudenkmalen aus dieser Liste hochgeladen werden:

## Vechta

### Gruppe: Propsteikirche St. Georg
Die Gruppe „Propsteikirche St. Georg“ besteht aus der katholischen Kirche St. Georg mit dem umgebenden Kirchhof und dem Kriegerdenkmal. Die Gruppe hat die ID 35651825.

| Lage                                       | Bezeichnung    | Beschreibung | ID       | Bild           |
| ------------------------------------------ | -------------- | --- | -------- | -------------- |
| Große Straße 32 52° 43′ 38″ N, 8° 17′ 7″ O | Kirche         | Das eigentliche Gebäude wurde 1452 als spätgotische Hallenkirche St. Georg aus Backstein errichtet. 1538 war die Kirche abgebrannt und 1598 wiedererrichtet worden. Der Turm wurde 1722 bis 1723 angesetzt. Es folgten Erweiterungen 1732 und 1748. Der Hochaltar wird auf 1766 datiert. Auch die übrigen Altäre und die Kanzel sind dem 18. Jahrhundert zuzuordnen. 1880 bis 1883 erfolgte eine Sanierung und Erweiterung im Turmbereich. | 35763897 | Weitere Bilder |
| Große Straße 32 52° 30′ 40″ N, 8° 4′ 0″ O  | Kriegerdenkmal | Auf dem Kirchhof ist auf einem Sockel ein kniender Soldat mit abgenommenem Helm in Sandstein auf einem Sockel zu sehen. Die Sockelinschrift weist das Denkmal zur Erinnerung an die Gefallenen des Ersten Weltkriegs von 1914 bis 1918 aus. | 35763924 | BW             |

### Gruppe: Friedhof an der Zitadelle
Die Gruppe „Friedhof an der Zitadelle“ besteht aus dem katholischen Friedhof St. Georg mit dem Kreuzweg und einigen markanten Grabstätten. Die Gruppe hat die ID 35651688.

| Lage                                     | Bezeichnung | Beschreibung | ID       | Bild |
| ---------------------------------------- | ----------- | --- | -------- | ---- |
| Zitadelle 19 52° 43′ 32″ N, 8° 16′ 47″ O | Friedhof    | Der Friedhof wurde im 19. Jahrhundert angelegt und birgt neben dem Kreuzweg und seinen Stationen auch den sog. Nonnenfriedhof und einige markante Grabstätten. | 35765049 |      |
| Zitadelle 19 52° 43′ 34″ N, 8° 16′ 50″ O | Kreuzweg    | Der Kreuzweg, der am Rand des Friedhofs verläuft, umfasst 14 Stationen.                                                                                        | 35765076 | BW   |
| Zitadelle 19 52° 43′ 36″ N, 8° 16′ 48″ O | Grabstätte  | Der sog. „Nonnenfriedhof“ befindet sich am nördlichen Rand des Friedhofs und zeigt ein Monument der Maria mit dem toten Körper Jesu.                           | 35765101 | BW   |
| Zitadelle 19 52° 43′ 35″ N, 8° 16′ 48″ O | Grabstätte  | Das Grabmal der Familie Büdeler wurde 1848 angelegt und zeigt zwei Sandsteinpylone auf Sockeln. Daneben zwei weitere Sandsteinstelen.                          | 35765126 | BW   |
| Zitadelle 19 52° 43′ 35″ N, 8° 16′ 46″ O | Grabstätte  | Das Grabmal der Familie Deeken wurde 1861 angelegt. | 35765151 | BW   |
| Zitadelle 19                             | Grabstätte  | Das Grabmal der Familie des Zimmermeisters Kathe wurde 1940 angelegt.                                                                                          | 35765176 |      |

### Gruppe: Bischöfliches Offizialat
Die Gruppe „Bischöfliches Offizialat“ besteht aus mehreren Gebäuden zur Verwaltung und zu Wohnzwecken. Die Gruppe hat die ID 35651795.

| Lage                                                      | Bezeichnung        | Beschreibung | ID       | Bild |
| --------------------------------------------------------- | ------------------ | --- | -------- | ---- |
| Bahnhofstraße 6 52° 43′ 37″ N, 8° 16′ 55″ O               | Verwaltungsgebäude | Das dreigeschossige Verwaltungsgebäude unter einem Flachdach ist wegen seines eher störenden Charakters für die Gruppe der übrigen Gebäuden aus dem Denkmalverzeichnis 2023 gestrichen worden.                                          | 35763468 | BW   |
| Bahnhofstraße 6 52° 43′ 38″ N, 8° 16′ 57″ O               | Wohnhaus           | Der Amtssitz des Offizials (Weihbischof) des Bistums Münsters ist ein zweigeschossiges verputztes Gebäude unter einem Krüppelwalmdach, das 1831 bis 1832 nach dem Entwurf des Baukondukteurs Becker errichtet und 1973 erweitert wurde. | 35763440 |      |
| Bahnhofstraße 8 52° 43′ 37″ N, 8° 16′ 54″ O               | Wohnhaus           | Das eingeschossige verputzte Gebäude unter einem Walmdach mit einem Drempelgeschoss wurde zunächst für die Wohnung des Oberschulkollegiums, später als Katasteramt, heute als Wohnung genutzt.                                          | 35763493 | BW   |
| Bahnhofstraße / Kolpingstraße 52° 43′ 39″ N, 8° 16′ 56″ O | Park               | Nördlich des Offizialats erstreckt sich der Park des Offizialats. | 35765741 | BW   |

### Gruppe: Bremer Tor/Große Straße
Die Gruppe „Bremer Tor/Große Straße“ besteht aus zwei Gebäuden, die eine markante städtebauliche Stellung in Vechta begründen. Die Gruppe hat die ID 35651658.

| Lage                                         | Bezeichnung             | Beschreibung | ID       | Bild |
| -------------------------------------------- | ----------------------- | --- | -------- | ---- |
| Bremer Tor 1 52° 43′ 51″ N, 8° 17′ 22″ O     | Wohn- und Geschäftshaus | Das zwei- bis dreigeschossige verputzte Gebäude unter einem Walmdach bildet durch seine gebogene Fassade den Straßenverlauf nach. | 35763592 | BW   |
| Große Straße 117 52° 43′ 51″ N, 8° 17′ 21″ O | Kino                    | Das Kino „Schauburg“ (Cine World) ist ein verputztes Gebäude aus den Jahren 1927 bis 1928. Es wird noch heute als Kino genutzt.   | 35764101 | BW   |

### Gruppe: Wegekapelle Kreuzweg 32
Die Gruppe „Wegekapelle Kreuzweg 32“ besteht neben der Kapelle, die an die Stelle der früheren Kapelle von 1696 trat, aus einem alten Baumbestand und der Einfriedung. Die Gruppe hat die ID 35651839.

| Lage                                    | Bezeichnung | Beschreibung | ID       | Bild |
| --------------------------------------- | ----------- | --- | -------- | ---- |
| Kreuzweg 32 52° 44′ 11″ N, 8° 17′ 36″ O | Wegekapelle | Die Backsteinkapelle wurde 1873 unter einem Satteldach errichtet, nachdem die Vorgängerkapelle 1871 durch Blitzschlag vernichtet wurde. | 35764288 |      |
| Kreuzweg 32 52° 44′ 11″ N, 8° 17′ 36″ O | Baumbestand | Um die Kapelle herum befindet sich ein alter Baumbestand.                                                                               | 35766259 | BW   |
| Kreuzweg 32 52° 44′ 11″ N, 8° 17′ 35″ O | Einfriedung | Das Grundstück der Wegekapelle ist mit einer Ligusterhecke eingefriedet.                                                                | 35766665 | BW   |

### Gruppe: Justizvollzugsanstalt I
Die Gruppe „Justizvollzugsanstalt I“ besteht aus mehreren Gebäuden, die dem Strafvollzug sog. „Jungtäter“, d. h. Erwachsenen unter 24 Jahren, dienen. Die Gruppe hat die ID 35651673.

| Lage                                             | Bezeichnung     | Beschreibung | ID       | Bild           |
| ------------------------------------------------ | --------------- | --- | -------- | -------------- |
| Willohstraße 13 52° 43′ 25″ N, 8° 17′ 31″ O      | Vollzugsgebäude | Das Haus I ist eine kreuzförmige, vierflügelige Anlage, die 1902 bis 1903 als Männergefängnis erbaut wurde. Das viergeschossige Backsteingebäude steht unter Flach- oder Walmdächern. 1938 wurde das Gebäude erweitert. | 35764755 | Weitere Bilder |
| Windallee 16 52° 43′ 28″ N, 8° 17′ 34″ O         | Wohnhaus        | 1926 wurde das zweigeschossige Backsteingebäude unter einem Walmdach als Doppelhaus errichtet. | 35764917 | BW             |
| Willohstraße 1 und 3 52° 43′ 31″ N, 8° 17′ 31″ O | Wohnhaus        | 1924 wurde das eingeschossige Backsteingebäude unter einem Walmdach als Doppelhaus errichtet. | 35764646 | BW             |
| Windallee 12 52° 43′ 30″ N, 8° 17′ 33″ O         | Wohnhaus        | Das ein- bis zweigeschossige Backsteingebäude steht unter einem Walmdach. | 35764891 | BW             |
| Windallee 12 52° 43′ 30″ N, 8° 17′ 33″ O         | Garten          | Der Garten gehört zu dem Backsteingebäude. | 35766009 | BW             |
| Willohstraße 13 52° 43′ 26″ N, 8° 17′ 26″ O      | Mauer           | Die Mauer ist Teil des Denkmals und umgibt das Gelände der Justizvollzugsanstalt. | 35766009 | BW             |

### Gruppe: Wohnhausgruppe Willohstraße
Die Gruppe „Wohnhausgruppe Willohstraße“ besteht aus mehreren Gebäuden, Doppel- und Einzelwohnhäuser, des 19. Jahrhunderts, die für die Angestellten der Vollzugsanstalt und deren Familien mit Stallanbau errichtet wurden. Die Gruppe hat die ID 35651912.

| Lage                                           | Bezeichnung | Beschreibung                                                                                        | ID       | Bild |
| ---------------------------------------------- | ----------- | --------------------------------------------------------------------------------------------------- | -------- | ---- |
| Willohstraße 9 52° 43′ 30″ N, 8° 17′ 28″ O     | Wohnhaus    | Das ein- bis zweigeschossige Backsteingebäude wurde unter einem Satteldach errichtet.               | 35764673 | BW   |
| Willohstraße 10/12 52° 43′ 30″ N, 8° 17′ 26″ O | Wohnhaus    | Das eingeschossige Doppelwohnhaus aus Backstein mit Drempel wurde unter einem Satteldach errichtet. | 35764701 | BW   |
| Willohstraße 11 52° 43′ 29″ N, 8° 17′ 29″ O    | Wohnhaus    | Das ein- bis zweigeschossige Wohnhaus aus Backstein wurde unter einem Satteldach errichtet.         | 35764728 | BW   |
| Willohstraße 14/16 52° 43′ 31″ N, 8° 17′ 25″ O | Wohnhaus    | Das eingeschossige Doppelwohnhaus aus Backstein mit Drempel wurde unter einem Satteldach errichtet. | 35764783 | BW   |
| Willohstraße 15/17 52° 43′ 29″ N, 8° 17′ 27″ O | Wohnhaus    | Das eingeschossige Doppelwohnhaus aus Backstein mit Drempel wurde unter einem Satteldach errichtet. | 35764812 | BW   |
| Willohstraße 18/20 52° 43′ 31″ N, 8° 17′ 23″ O | Wohnhaus    | Das eingeschossige Doppelwohnhaus aus Backstein mit Drempel wurde unter einem Satteldach errichtet. | 35764839 | BW   |

### Gruppe: ehemaliges Franziskanerkloster
Die Gruppe „ehemaliges Franziskanerkloster“ besteht aus der Anlage des früheren, 1743 gegründeten und 1812 aufgelösten Franziskanerklosters in Vechta. Die Gruppe hat die ID 35651764.

| Lage                                           | Bezeichnung | Beschreibung | ID       | Bild           |
| ---------------------------------------------- | ----------- | --- | -------- | -------------- |
| An der Propstei 10 52° 43′ 36″ N, 8° 17′ 12″ O | Kloster     | Das zweigeschossige Backsteingebäude unter einem Walmdach war 1743 als dreiflügeliger Klosterkomplex errichtet worden und 1818 als Gefängnis umgebaut worden. Heute ist es das Haus II der Justizvollzugsanstalt Vechta.                  | 35763194 | BW             |
| An der Propstei 10 52° 43′ 35″ N, 8° 17′ 13″ O | Kirche      | 1727 bis 1731 errichtete barocke Saalkirche des Franziskanerordens unter einem Satteldach mit Dachreiter. Seit 1818 wird die Kirche als Simultankirche der Justizvollzugsanstalt und für die evangelische Kirchengemeinde Vechta genutzt. | 35763221 | Weitere Bilder |
| An der Propstei 10 52° 43′ 36″ N, 8° 17′ 10″ O | Gefängnis   | 1883 wurde das Gefängnis um das dreigeschossige Backsteingebäude mit Sockelgeschoss unter einem Satteldach erweitert. | 35763249 | BW             |
| An der Propstei 14 52° 43′ 38″ N, 8° 17′ 12″ O | Wohnhaus    | Das eingeschossige Backsteingebäude unter einem Satteldach war als Dienstgebäude der Vollzugsanstalt errichtet worden. | 35763275 | BW             |

### Gruppe: Kaponier
Die Gruppe „Kaponier“ besteht aus dem Befestigungsturm, der Brücke und dem Stadtgraben. Die Gruppe hat die ID 35651810.

| Lage                                        | Bezeichnung      | Beschreibung | ID       | Bild |
| ------------------------------------------- | ---------------- | --- | -------- | ---- |
| Große Straße 49a 52° 43′ 40″ N, 8° 17′ 2″ O | Befestigungsturm | Der massive Befestigungsturm (Kaponniere) der Zitadelle wurde 1676 errichtet.                                                    | 35763972 |      |
| Große Straße 49a 52° 43′ 40″ N, 8° 17′ 3″ O | Brücke           | Die Steinbogenbrücke („Moorbachbrücke“) überwindet den Vechtaer Moorbach.                                                        | 35766854 | BW   |
| Große Straße 49a 52° 43′ 40″ N, 8° 17′ 2″ O | Graben           | Der Stadtgraben („Nepomukgraben“) ist ein Teil des Vechtaer Moorbachs und diente vormals den Verteidigungsanlagen der Zitadelle. | 35766191 | BW   |

### Gruppe: Wassermühle Vechta
Die Gruppe „Wassermühle Vechta“ besteht aus der früheren Mühlenanlage (Nr. 21 der Niedersächsischen Mühlenstraße), die 1724 errichtet und 1727 in Betrieb genommen wurde. Der Vorgängerbau stand an der Stelle des heutigen Pfarrheims. 1882 wurde das Wasserrad durch Turbinen ersetzt. Die Gruppe hat die ID 35651780.

| Lage                                             | Bezeichnung | Beschreibung | ID       | Bild |
| ------------------------------------------------ | ----------- | --- | -------- | ---- |
| An der Wassermühle 2 52° 43′ 34″ N, 8° 17′ 26″ O | Mühle       | Das zweigeschossige Fachwerkgebäude wurde unter einem Satteldach errichtet. 1967 erfolgte die Nutzung als Clubheim. Heute findet sich eine Büronutzung im Gebäude. | 35763225 |      |
| An der Wassermühle 2 52° 43′ 34″ N, 8° 17′ 26″ O | Teich       | Der Mühlenteich (Vechtaer Moorbach) diente als Wasserreservoir der Mühle.                                                                                          | 35765765 |      |
| An der Wassermühle 2 52° 43′ 34″ N, 8° 17′ 27″ O | Wehr        | Das Wehr diente zur Aufstauung des Wassers für den Mühlenbetrieb.                                                                                                  | 35766805 | BW   |

### Gruppe: Marienhospital Vechta
Die Gruppe „Marienhospital Vechta“ umfasst den historischen Krankenhausteil, eine Kapelle und ein Wohnhaus sowie eine alte Kastanie (nicht mehr vorhanden) auf dem Grundstück. Die Gruppe hat die ID 35651854.

| Lage                                         | Bezeichnung | Beschreibung | ID       | Bild |
| -------------------------------------------- | ----------- | --- | -------- | ---- |
| Marienstraße 6-8 52° 43′ 32″ N, 8° 17′ 12″ O | Krankenhaus | Das zweigeschossige verputzte Gebäude unter einem Mansardwalmdach wurde 1860 errichtet und 1884 bis 1885 erweitert. 1947 erfolgte ein Ausbau des Dachgeschosses. | 35764393 | BW   |
| Marienstraße 6-8 52° 43′ 32″ N, 8° 17′ 11″ O | Kapelle     | 1912 wurde an das Krankenhaus eine Kapelle mit Satteldach und einem Dachreiter errichtet.                                                                        | 35764420 |      |
| Marienstraße 6-8 52° 43′ 33″ N, 8° 17′ 10″ O | Wohnhaus    | Das eingeschossige verputzte Gebäude unter einem Walmdach wurde 1905 errichtet.                                                                                  | 35764447 | BW   |
| Marienstraße 6-8 52° 43′ 33″ N, 8° 17′ 10″ O | Baumbestand | Die alte Hauskastanie wurde 2022 beseitigt und damit aus dem Denkmalverzeichnis gestrichen.                                                                      | 35765883 | BW   |

### Gruppe: Seeken-Kapelle
Die Gruppe „Seeken-Kapelle“ umfasst neben der Wegekapelle, ein Wegekreuz und einen alten Baumbestand. Die Gruppe hat die ID 35651868.

| Lage                                         | Bezeichnung | Beschreibung | ID       | Bild |
| -------------------------------------------- | ----------- | --- | -------- | ---- |
| Münsterstraße 61 52° 43′ 10″ N, 8° 17′ 14″ O | Wegekapelle | Auf dem Grundstück wurden früher Aussätzige (daher: Seeken-Kapelle) und Strafgefangene bestattet. 1880 erfolgte der Bau der Backsteinkapelle. | 35764593 | BW   |
| Münsterstraße 61 52° 43′ 10″ N, 8° 17′ 14″ O | Wegekreuz   | Unmittelbar vor der Kapelle befindet sich das Wegekreuz.                                                                                      | 35764621 | BW   |
| Münsterstraße 61 52° 43′ 10″ N, 8° 17′ 13″ O | Baumbestand | Kapelle und Wegekreuz befinden sich innerhalb eines alten Baumbestands                                                                        | 35766282 | BW   |

### Gruppe: ehemalige Zitadelle
Die Gruppe „ehemalige Zitadelle“ besteht aus den Resten der alten Festungsanlage. Die Gruppe hat die ID 35651883.

| Lage                                     | Bezeichnung    | Beschreibung | ID       | Bild           |
| ---------------------------------------- | -------------- | --- | -------- | -------------- |
| Zitadelle 15 52° 43′ 36″ N, 8° 16′ 40″ O | Zeughaus       | Das von 1688 bis 1706 auf Veranlassung von Fürstbischof Friedrich Christian von Plettenberg errichtete zweigeschossige Backsteingebäude unter einem Satteldach hat einen turmartigen Eingang mit Zeltdach. Das angebrachte Wappen datiert auf das Jahr 1683. Heute befindet sich im Zeughaus ein Museum. | 35764969 | Weitere Bilder |
| Zitadelle 52° 43′ 37″ N, 8° 16′ 29″ O    | Festungsgraben | Der teilweise von 1987 bis 1991 rekonstruierte Festungsgraben umfloss ursprünglich die Glacis der Zitadelle | 35765021 |                |
| Zitadelle 52° 43′ 37″ N, 8° 16′ 47″ O    | Allee          | Die Allee aus Linden entlang der Straße „Zitadelle“ ist ein sehr alter Bestand. | 35764996 |                |

### Einzeldenkmale
| Lage                                               | Bezeichnung         | Beschreibung | ID       | Bild           |
| -------------------------------------------------- | ------------------- | --- | -------- | -------------- |
| Bundesstraße 69                                    | Kilometerstein      | Der Ende des 19. Jahrhunderts (wohl um 1895) aufgestellte Monolith markierte den Kilometer 50 der früheren Chaussee Oldenburg-Vechta-Damme. ER ist nicht mehr lokalisierbar. | 35765278 |                |
| An der Propstei 2 52° 43′ 36″ N, 8° 17′ 8″ O       | Wohnhaus            | Das sog. Kolpinghaus wurde im 17. Jahrhundert als verputztes zweigeschossiges Gebäude gebaut und im 19. Jahrhundert erweitert. Ein größerer Umbau erfolgte 1908. | 35763167 |                |
| An der Propstei 52° 43′ 40″ N, 8° 17′ 11″ O        | Monument            | 1737 wurde die Sandsteinstatue des Heiligen Nepomuk auf der Brücke über den Nepomukgraben errichtet. Unterhalb der Statue befindet sich eine Inschriftentafel. | 35763300 |                |
| Bahnhofstraße 5 52° 43′ 36″ N, 8° 16′ 58″ O        | Wohnhaus            | Das eingeschossige verputzte Gebäude (Villa) wurde auf einem Sockelgeschoss und unter einem Satteldach mit zweigeschossigen Risalit errichtet. | 35763417 | BW             |
| Bahnhofstraße 5 52° 43′ 36″ N, 8° 16′ 57″ O        | Nebengebäude        | Rückwärtig zur Villa wurde ein kleines Backsteingebäude errichtet. | 35765717 | BW             |
| Bremer Straße 19 52° 43′ 58″ N, 8° 17′ 27″ O       | Wohnhaus            | Das anderthalbgeschossige Backsteingebäude wurde unter einem Satteldach mit Zwerchhaus errichtet. | 35763545 | BW             |
| Bremer Straße 31 52° 44′ 1″ N, 8° 17′ 32″ O        | Mühle               | Seit 1508 wer an diesem Ort eine Mühle gewesen. 1822 erfolgte der Bau einer Holländerwindmühle, von der heute nur noch der Stumpf existiert. | 35763568 | BW             |
| Burgstraße 4 52° 43′ 40″ N, 8° 17′ 13″ O           | Wohnhaus            | 1831 wurde das eingeschossige Backsteingebäude unter einem Krüppelwalmdach mit einem zweigeschossigen Mittelrisalit für die Familie Elmendorff errichtet (sog. „Elmendorffsburg“). Heute befindet sich dort ein Restaurant. | 35763616 |                |
| Burgstraße 18 52° 43′ 42″ N, 8° 17′ 15″ O          | Studienhaus         | Das zweigeschossige verputzte Gebäude wurde 1903 als sog. „Stanislauskonvikt“ unter einem Krüppelwalmdach errichtet und 1914 erweitert. Zwischenzeitlich als Finanzamt genutzt, ist es heute ein Gebäude („H“) der Universität. | 35763701 | BW             |
| Burgstraße 18 52° 43′ 43″ N, 8° 17′ 15″ O          | Kapelle             | Die profanisierte Kapelle ist Teil des ehemaligen Konvikts (Studienhauses). | 35763701 | BW             |
| Falkenrotter Straße 43 52° 43′ 58″ N, 8° 16′ 58″ O | Wohnhaus            | Eingeschossiges verputztes Gebäude unter einem Mansardwalmdach mit Zwerchhaus. | 47225867 | BW             |
| Falkenrotter Straße 45 52° 43′ 58″ N, 8° 16′ 57″ O | Wohnhaus            | 1905 wurde das ein- bis zweigeschossige Backsteingebäude unter einem Krüppelwalmdach errichtet. | 35763729 | BW             |
| Falkenrotter Straße 45 52° 43′ 59″ N, 8° 16′ 57″ O | Garten              | Der Garten des Wohnhauses ist besonders gestaltet. | 35766080 | BW             |
| Falkenrotter Straße 45 52° 43′ 59″ N, 8° 16′ 57″ O | Einfriedung         | Die Einfriedung des Grundstücks erfolgt durch eine hohe Hecke. | 35766688 | BW             |
| Falkenrotter Straße 53 52° 44′ 0″ N, 8° 16′ 52″ O  | Villa               | Die Villa Middendorf wurde als zweigeschossiges verputztes Gebäude 1924 nach den Entwürfen des Architekten Johannes Wohlschläger aus Oldenburg unter einem Walmdach mit einem Turmrisalit errichtet und zeigt noch Elemente des Jugendstils.                                                                                              | 35763754 | BW             |
| Falkenrotter Straße 53 52° 44′ 0″ N, 8° 16′ 53″ O  | Garten              | Der Garten des Wohnhauses ist besonders gestaltet. | 35766101 | BW             |
| Falkenrotter Straße 53 52° 44′ 0″ N, 8° 16′ 53″ O  | Einfriedung         | Die Einfriedung des Grundstücks ist ein Lattenzaun. | 35766733 | BW             |
| Falkenrotter Straße 72 52° 44′ 3″ N, 8° 16′ 42″ O  | Wohnhaus            | 1893 errichtetes eingeschossiges Backsteingebäude unter einem Satteldach mit zweigeschossigem Mittelrisalit. | 35763781 | BW             |
| Füchteler Straße 25 52° 43′ 52″ N, 8° 17′ 39″ O    | Wohnhaus            | Das anderthalbgeschossige Wohngebäude bildet mit der Hausnummer 27 ein Doppelhaus und steht auf einem Sockelgeschoss und unter einem Walmdach. | 35765324 | BW             |
| Füchteler Straße 25 52° 43′ 52″ N, 8° 17′ 39″ O    | Garten              | Der gestaltete Garten umgibt das Wohngebäude. | 35766140 | BW             |
| Füchteler Straße 27 52° 43′ 52″ N, 8° 17′ 40″ O    | Wohnhaus            | Das anderthalbgeschossige Wohngebäude bildet mit der Hausnummer 25 ein Doppelhaus und steht auf einem Sockelgeschoss und unter einem Walmdach. | 35765351 | BW             |
| Füchteler Straße 27 52° 43′ 52″ N, 8° 17′ 40″ O    | Garten              | Der gestaltete Garten umgibt das Wohngebäude. | 35766165 | BW             |
| Füchteler Straße 41 52° 43′ 52″ N, 8° 17′ 48″ O    | Wohnhaus            | Das anderthalbgeschossige Wohngebäude steht auf einem Sockelgeschoss und unter einem Walmdach. | 35765380 | BW             |
| Füchteler Straße 41 52° 43′ 51″ N, 8° 17′ 48″ O    | Garten              | Der gestaltete Garten umgibt das Wohngebäude. | 35765985 | BW             |
| Füchteler Straße 41 52° 43′ 51″ N, 8° 17′ 48″ O    | Einfriedung         | Das Grundstück ist mit einem weißen Lattenzaun zwischen Betonpfosten eingefriedet. | 35766709 | BW             |
| Füchteler Straße 52 52° 43′ 50″ N, 8° 17′ 53″ O    | Verwaltungsgebäude  | Das zweigeschossige Gebäude auf einem Sockelgeschoss unter einem Walmdach mit einem Mittelrisalit wurde zunächst als Finanzamt, dann für die Polizei, heute als Studienseminar genutzt. | 35765427 | BW             |
| Füchteler Straße 61 52° 43′ 50″ N, 8° 17′ 58″ O    | Wohnhaus            | Das anderthalbgeschossige verputzte Wohngebäude steht unter einem Mansardgiebeldach. | 35765449 | BW             |
| Füchteler Straße 72 52° 43′ 43″ N, 8° 18′ 3″ O     | Kirche              | 1946 bis 1947 errichtete Klosterkirche des Kollegs St. Thomas, die 1958 erweitert wurde. | 35763849 |                |
| Große Straße 3 52° 43′ 29″ N, 8° 17′ 4″ O          | Gaststätte          | Um 1890 errichtetes zweigeschossiges verputztes Gebäude unter einem Satteldach. | 35763873 | BW             |
| Große Straße 38 52° 43′ 42″ N, 8° 17′ 9″ O         | Wohn-/Geschäftshaus | 1904 wurde das zweigeschossige Wohn- und Geschäftshaus aus Backstein und unter einem Satteldach an der Stelle des Alten Rathauses am Alten Markt errichtet. | 35763948 | BW             |
| Große Straße 52 52° 43′ 44″ N, 8° 17′ 12″ O        | Wohn-/Geschäftshaus | Das zweigeschossige verputzte Wohn- und Geschäftshaus wurde 1861 unter einem Satteldach errichtet. Im Giebel sind Spolien von 1778 aus dem Gut Hopen zu finden. | 35763948 | BW             |
| Große Straße 62 52° 43′ 45″ N, 8° 17′ 13″ O        | Wohnhaus            | Das zweigeschossige verputzte Wohnhaus wurde unter einem Walmdach mit Mittelrisalit errichtet. | 35764027 | BW             |
| Große Straße 74 52° 43′ 46″ N, 8° 17′ 16″ O        | Gasthaus            | 1723 wurde das Fachwerkgebäude als Ackerbürgerhaus errichtet und um 1900 verputzt. Eine Instandsetzung erfolgte 1992 bis 1993. | 35764049 | BW             |
| Große Straße 90 52° 43′ 48″ N, 8° 17′ 20″ O        | Post                | 1896 wurde das kaiserliche Postamt als zweigeschossiges Backsteingebäude unter einem Walmdach mit Mittelrisalit errichtet. | 35764076 |                |
| Hagener Straße 19 52° 43′ 19″ N, 8° 17′ 0″ O       | Wohnhaus            | Das ein- bis zweigeschossige verputzte Wohngebäude („Haus Kittel“) unter einem Flachdach wurde 1929 bis 1930 für den Arbeitsamtsdirektor errichtet. | 40101022 | BW             |
| Hagener Straße 52° 43′ 12″ N, 8° 16′ 46″ O         | Wegekapelle         | 1916 wurde die Backsteinkapelle mit einer Kreuzigungsgruppe errichtet. | 35764146 | BW             |
| Hagener Straße 52° 43′ 12″ N, 8° 16′ 46″ O         | Kreuzigungsgruppe   | Die Kreuzigungsgruppe ist Ausstattung der Wegekapelle aus Backstein. | 35765813 | BW             |
| Kapitelplatz 3 52° 43′ 40″ N, 8° 17′ 19″ O         | Rathaus             | Das alte Rathaus wurde als zweigeschossiges verputztes Gebäude unter einem Walmdach 1711 bis 1713 für den Rentmeister Alexander Wilhelm Driver errichtet. 1887 wurde es erweitert und von 1956 bis 1999 von der Verwaltung der Stadt Vechta genutzt. Seit der Sanierung bis 2022 ist es wieder als Amtsgebäude (u.a. Standesamt) genutzt. | 35765813 |                |
| Lohner Straße 3 52° 42′ 59″ N, 8° 17′ 12″ O        | Wohnhaus            | 1862 wurde die Villa als eingeschossiges verputztes Gebäude unter einem Walmdach errichtet. | 35764315 | BW             |
| Lohner Straße 3 52° 42′ 59″ N, 8° 17′ 11″ O        | Garten              | Der gestaltete Garten umgibt die Villa. | 35766003 | BW             |
| Marienstraße 52° 43′ 35″ N, 8° 17′ 20″ O           | Allee               | Die 1885 angelegte Lindenallee wurde um 1900 auf 42 Kopflinden umgestaltet. | 35764341 |                |
| Marienstraße 4 52° 43′ 32″ N, 8° 17′ 8″ O          | Schule              | Die Liebfrauenschule wurde 1859 gegründet. Das Gebäude wurde 1864 als dreigeschossiges verputztes Gebäude unter einem Mansardwalmdach errichtet. Erweiterungen erfolgten 1873 im Osten und 1900 im Westen, 1925 wurde das Gebäude um ein weiteres Stockwerk erweitert.                                                                    | 35764341 |                |
| Münsterstraße 14 52° 43′ 26″ N, 8° 17′ 7″ O        | Wohnhaus            | Um 1890 wurde das eingeschossige verputzte Gebäude auf einem Sockelgeschoss unter einem Mansardwalmdach errichtet. | 35764475 | BW             |
| Münsterstraße 16 52° 43′ 25″ N, 8° 17′ 8″ O        | Wohnhaus            | Um 1890 wurde das eingeschossige verputzte Gebäude (Villa) auf einem Sockelgeschoss mit Drempelgeschoss unter einem Satteldach errichtet. | 35764499 | BW             |
| Münsterstraße 16 52° 43′ 26″ N, 8° 17′ 8″ O        | Garten              | Der Villa vorgelagert ist ein gestalteter Vorgarten. | 35765674 | BW             |
| Münsterstraße 17 52° 43′ 26″ N, 8° 17′ 10″ O       | Wohnhaus            | Um 1890 wurde das eingeschossige verputzte Gebäude mit Drempelgeschoss unter einem Satteldach errichtet. | 35764524 | BW             |
| Münsterstraße 22 52° 43′ 23″ N, 8° 17′ 9″ O        | Wohnhaus            | Das eingeschossige verputzte Gebäude (Villa) mit Drempelgeschoss wurde unter einem Satteldach mit zweigeschossigem Mittelrisalit errichtet. | 35764548 | BW             |
| Münsterstraße 27 52° 43′ 23″ N, 8° 17′ 12″ O       | Wohnhaus            | Das eingeschossige verputzte Gebäude wurde unter einem Satteldach errichtet. | 35764570 | BW             |
| Oldenburger Straße 142 52° 44′ 52″ N, 8° 16′ 57″ O | Kilometerstein      | Der Kilometerstein markierte Kilometer 47 der früheren Chaussee Oldenburg-Vechta-Damme. | 40021778 | BW             |
| Overbergstraße 10 52° 44′ 9″ N, 8° 17′ 31″ O       | Kirche              | 1953 bis 1954 wurde die Kirche Maria Frieden aus Ziegeln und mit großem Rosettenfenster im Turm nach den Entwürfen von Wilhelm Sunder-Plaßmann und seinem Sohn Ludger Sunder-Plassmann errichtet. | 44207005 | Weitere Bilder |
| Willohstraße 19 52° 43′ 28″ N, 8° 17′ 22″ O        | Schule              | Das sog. Deutschlandhaus des Gymnasiums Antonianum ist ein langes dreigeschossiges Backsteingebäude unter einem Walmdach, das von 1926 bis 1936 errichtet wurde. | 35764866 | Weitere Bilder |
| Zitadelle 52° 43′ 37″ N, 8° 16′ 50″ O              | Stellwerk           | Um 1910 oder 1915 errichtetes zweigeschossiges Ziegelgebäude unter einem Walmdach mit der Stellwerkstechnik für die Bahnstrecke Delmenhorst–Hesepe. | 35765608 |                |
| Zitadelle 2 52° 43′ 38″ N, 8° 16′ 48″ O            | Vollzugsanstalt     | Um 1850 errichtetes dreigeschossiges Backsteingebäude unter einem Satteldach mit Mittelrisalit. Das Gebäude wird für den sog. Jungtätervollzug genutzt. | 35764944 | BW             |

### Ehemalige Gruppe: Klingenhagen 8
Die Gruppe „Klingenhagen 8“ zeigte eine innerstädtische Hofanlage der alten Garnison aus dem 18. Jahrhundert. Die Gruppe hatte die ID 35651926.

| Lage                                       | Bezeichnung | Beschreibung | ID       | Bild |
| ------------------------------------------ | ----------- | --- | -------- | ---- |
| Klingenhagen 8 52° 43′ 46″ N, 8° 17′ 22″ O | Wohnhaus    | Das eingeschossige Fachwerkgebäude unter einem Satteldach stammte aus dem 18. Jahrhundert und wurde wohl 2007 abgerissen und 2015 aus dem Denkmalverzeichnis entfernt. Der Straßengiebel war mit verzinkten Platten behangen. | 35764232 | BW   |
| Klingenhagen 8 52° 43′ 46″ N, 8° 17′ 22″ O | Stall       | Das zu Beginn des 19. Jahrhunderts errichtete Backsteingebäude wurde 1995 abgebrochen und aus dem Denkmalverzeichnis gestrichen.                                                                                              | 35764260 | BW   |

### Ehemalige Baudenkmale
| Lage                                                                     | Bezeichnung | Beschreibung | ID       | Bild           |
| ------------------------------------------------------------------------ | ----------- | --- | -------- | -------------- |
| Bremer Straße 9 52° 43′ 56″ N, 8° 17′ 25″ O                              | Studienhaus | Das frühere St. Josef-Stift wurde 1897 als zweigeschossiges verputztes Gebäude errichtet, 1907 zur Kapelle umgebaut und ein Wohnflügel angebaut. 1912 erfolgte ein weiterer Umbau. Nach der Nutzung als Kinderheim wurde das Gebäude zugunsten eines Parkplatzes abgerissen. 2001 wurde das Gebäude aus dem Denkmalverzeichnis gestrichen. | 35763518 | BW             |
| Füchteler Straße 72 52° 43′ 46″ N, 8° 18′ 5″ O                           | Kloster     | Das alte Konventsgebäude des Dominikanerkollegs St. Thomas war ungenehmigt umgebaut und daher 1991 aus dem Denkmalverzeichnis gestrichen worden. | 35763824 | BW             |
| Füchteler Straße 51 52° 43′ 51″ N, 8° 17′ 54″ O                          | Wohnhaus    | Das als zweigeschossige verputzte Villa unter einem Walmdach errichtete Gebäude wurde so sehr verändert, dass es ab 1995 nicht mehr im Denkmalverzeichnis geführt wurde. | 35765406 | BW             |
| Kapitelplatz 5 (Bürgermeister-Kühling-Platz) 52° 43′ 39″ N, 8° 17′ 20″ O | Wohnhaus    | Die Villa Meistermann wurde wegen zahlreicher Veränderungen 1987 aus dem Denkmalverzeichnis gestrichen. | 35765650 | BW             |
| Kolpingstraße 44 52° 43′ 52″ N, 8° 17′ 9″ O                              | Wohnhaus    | 1933 wurde die zweigeschossige verputzte Villa unter einem Walmdach und mit einem Risalit errichtet. Der Garten war durch einen Teich gestaltet. Wegen vieler Veränderungen wurde die Villa 2008 aus dem Denkmalverzeichnis gestrichen. Vor 2015 wurde sie abgebrochen.                                                                    | 44090038 | BW             |
| Lohner Straße 12 52° 42′ 55″ N, 8° 17′ 8″ O                              | Eiskeller   | Um 1900 wurde hier ein Felsenkeller erbaut, um Lebensmittel und Mineralwasser des darüberliegenden Gasthauses „Bergkeller“ zu lagern. Beim Abbruch des Gasthauses stürzte auch der Eiskeller ein, sodass er 2014 aus dem Denkmalverzeichnis gestrichen wurde.                                                                              | 43962992 | BW             |
| Marschstraße 19 52° 43′ 24″ N, 8° 16′ 54″ O                              | Wohnhaus    | Das 1910 errichtete eingeschossige Backsteingebäude unter einem Satteldach mit Zwerchhaus und Stallanbau wurde wegen diverser Veränderungen spätestens seit 2022 nicht mehr im Denkmalverzeichnis geführt. | 51141061 | BW             |
| Welper Straße 51 52° 43′ 0″ N, 8° 17′ 44″ O                              | Kirche      | Die 1955 auf dem Waldfriedhof geweihte evangelische Auferstehungskirche unter einem tief herabgezogenes und überstehendes Satteldach wurde 1970 erweitert. 2023 wurde sie als Nichtdenkmal bewertet, weil sie dem landesweiten Standard nicht entsprechen könnte.                                                                          | 51948678 | Weitere Bilder |

## Bergstrup

### Einzeldenkmale
| Lage         | Bezeichnung    | Beschreibung                                                                                            | ID       | Bild |
| ------------ | -------------- | --- | -------- | ---- |
| B 69 (km 45) | Kilometerstein | 1895 bei Kilometer 45 errichteter Monolith an der Chaussee Oldenburg-Vechta-Damme. Nicht lokalisierbar. | 35765301 |      |

## Deindrup

### Einzeldenkmale
| Lage                                               | Bezeichnung              | Beschreibung | ID       | Bild |
| -------------------------------------------------- | ------------------------ | --- | -------- | ---- |
| Schwichteler Straße 43 52° 46′ 30″ N, 8° 12′ 49″ O | Wohn-/Wirtschaftsgebäude | 1815 auf dem Hof Küppers (heute: „Sonnenhof Deindrup“) errichtetes Zweiständer-Hallenhaus unter einem Satteldach | 35762347 | BW   |

## Füchtel

### Gruppe: Gut Füchtel
Die Gruppe „Gut Füchtel“ umfasst das Gelände einer früheren Wasserburg, das heute durch ein Herrenhaus und die übrigen Wirtschaftsgebäude eingefasst von zwei Wassergräben geprägt ist. Seit den 1890er Jahren ist es im Besitz der Familie Merveldt. Die Gruppe hat die ID 35651703.

| Lage                                  | Bezeichnung | Beschreibung                                                                                          | ID       | Bild |
| ------------------------------------- | ----------- | --- | -------- | ---- |
| Füchtel 1 52° 43′ 41″ N, 8° 18′ 36″ O | Herrenhaus  | Das Fachwerkgebäude wurde 1632 angelegt.                                                              | 35762372 | BW   |
| Füchtel 1 52° 43′ 40″ N, 8° 18′ 37″ O | Kapelle     | Die Kapelle wurde 1754 an das Herrenhaus angebaut                                                     | 35762399 | BW   |
| Füchtel 1 52° 43′ 39″ N, 8° 18′ 38″ O | Scheune     | Die Fachwerkscheune liegt südöstlich des Herrenhauses an der Graft.                                   | 35762426 | BW   |
| Füchtel 1 52° 43′ 40″ N, 8° 18′ 38″ O | Scheune     | Die große Fachwerkscheune liegt am östlichen Rand innerhalb des Gutsgeländes.                         | 35762449 | BW   |
| Füchtel 1 52° 43′ 38″ N, 8° 18′ 34″ O | Graft       | Die innere Hofanlage wird von einer Graft eingefasst.                                                 | 35765908 | BW   |
| Füchtel 1 52° 43′ 41″ N, 8° 18′ 38″ O | Brücke      | Über die Graft spannen sich zwei Brücken.                                                             | 35766778 | BW   |
| Füchtel 1 52° 43′ 39″ N, 8° 18′ 34″ O | Park        | Über die südwestliche Hälfte der inneren Gutsanlage erstreckt sich der Park.                          | 35766878 | BW   |
| Füchtel 1 52° 43′ 39″ N, 8° 18′ 41″ O | Garten      | Der äußere Ring der Gutsanlage besteht aus zahlreichen Grün- und Gartenflächen sowie einem Reitplatz. | 35762472 | BW   |

## Hagen

### Gruppe: Hofanlage Auf dem Hagen 26a
Die Gruppe „Hofanlage Auf dem Hagen 26a“ (heute Hausnummer 28) ist eine Hofanlage mit altem Baumbestand. Die Gruppe hat die ID 35651720.

| Lage                                         | Bezeichnung              | Beschreibung | ID       | Bild |
| -------------------------------------------- | ------------------------ | --- | -------- | ---- |
| Auf dem Hagen 28 52° 42′ 48″ N, 8° 16′ 26″ O | Wohn-/Wirtschaftsgebäude | 1826 errichtetes Fachwerkgebäude unter einem Satteldach, das teilweise reetgedeckt ist. Um das Gebäude findet sich alter Baumbestand.          | 35762503 | BW   |
| Auf dem Hagen 28 52° 42′ 48″ N, 8° 16′ 28″ O | Scheune                  | Die Fachwerkscheune mit Querdurchfahrt wurde unter einem Satteldach errichtet. Der später angefügte Backsteinanbau steht unter einem Pultdach. | 35762531 | BW   |
| Auf dem Hagen 28 52° 42′ 49″ N, 8° 16′ 27″ O | Stall                    | In der Mitte der Hofanlage findet sich ein Fachwerkstall.                                                                                      | 35762556 | BW   |

### Gruppe: Gut Welpe
Die Gruppe „Gut Welpe“ ist eine historische Gutsanlage, die seit Anbeginn mit dem Gut Füchtel verbunden war. 1773 wurde das Gut von Caspar von Elmendorff von der Familie Droste zu Hülshoff erworben. 1908 wurde die Familie Merveldt Eigentümer. Heute wird die Gutsanlage für den nahegelegenen Golfplatz und als Hotel- und Restaurantbetrieb genutzt. Die Gruppe hat die ID 35651897.

| Lage                                | Bezeichnung              | Beschreibung | ID       | Bild |
| ----------------------------------- | ------------------------ | --- | -------- | ---- |
| Welpe 1 52° 42′ 50″ N, 8° 18′ 4″ O  | Gutsanlage               | Die Gutsanlage umfasst im Wesentlichen die Gruppe der baulichen Anlagen mit Teich und Garten. | 35762581 |      |
| Welpe 1 52° 28′ 3″ N, 8° 4′ 41″ O   | Herrenhaus               | 1645 wurde das eingeschossige Fachwerkgebäude unter einem Satteldach mit zweifach vorkragendem Giebel errichtet. Seit 1900 wird in dem Gebäude ein Gartenrestaurant betrieben. 1970 wurde es instand gesetzt. | 35762607 | BW   |
| Welpe 1 52° 42′ 50″ N, 8° 18′ 4″ O  | Herrenhaus               | 1645 wurde das eingeschossige Fachwerkgebäude unter einem Satteldach mit zweifach vorkragendem Giebel errichtet. Seit 1900 wird in dem Gebäude ein Gartenrestaurant betrieben. 1970 wurde es instand gesetzt. | 35762607 | BW   |
| Welpe 2 52° 42′ 51″ N, 8° 18′ 2″ O  | Wohn-/Wirtschaftsgebäude | 1608 war das Fachwerkgebäude unter einem Satteldach mit vorkragendem Wirtschaftsgiebel als Heuerhaus errichtet und später erweitert worden.                                                                   | 35762635 | BW   |
| Welpe 6b 52° 42′ 49″ N, 8° 18′ 7″ O | Wassermühle              | Die Wassermühle ist ein eingeschossiges Fachwerkgebäude unter einem Krüppelwalmdach mit einem eingeschossigen Backhausanbau unter einem Satteldach.                                                           | 35762663 | BW   |
| Welpe 1 52° 42′ 50″ N, 8° 18′ 2″ O  | Garten                   | Der Garten hat eine eigenständige Bedeutung in der Gesamtanlage. | 35766055 | BW   |
| Welpe 1 52° 42′ 50″ N, 8° 18′ 5″ O  | Teiche                   | Die Teichanlagen sind für den Zulauf zur früheren Wassermühle von Bedeutung gewesen. | 35766829 | BW   |

## Holtrup

### Einzeldenkmale
| Lage                                            | Bezeichnung | Beschreibung | ID       | Bild |
| ----------------------------------------------- | ----------- | --- | -------- | ---- |
| Holtruper Straße 31 52° 46′ 53″ N, 8° 17′ 43″ O | Kapelle     | 1718 wurde die Holtruper Kapelle des Hofs Reinke als Fachwerkgebäude unter einem Satteldach mit einem Dachreiter errichtet. Nach der Überlieferung befand sich dort seit dem 9. Jahrhundert eine Kapelle | 35762711 | BW   |
| Holtruper Straße 31 52° 46′ 53″ N, 8° 17′ 44″ O | Garten      | Um die Holtruper Kapelle ist ein gestalteter Garten angelegt. | 35765835 | BW   |

### Ehemaliges Baudenkmal
| Lage                                            | Bezeichnung | Beschreibung | ID       | Bild |
| ----------------------------------------------- | ----------- | --- | -------- | ---- |
| Holtruper Straße 31 52° 46′ 50″ N, 8° 17′ 42″ O | Wegekreuz   | Das aus Naturstein gefertigte Kruzifix auf einem Sockel war 2007 transloziert und damit aus dem Denkmalverzeichnis gestrichen worden. | 35762688 | BW   |

## Holzhausen

### Ehemaliges Baudenkmal
| Lage                                    | Bezeichnung              | Beschreibung | ID       | Bild |
| --------------------------------------- | ------------------------ | --- | -------- | ---- |
| Holzhausen 22 52° 45′ 7″ N, 8° 19′ 5″ O | Wohn-/Wirtschaftsgebäude | Das als Doppelheuerhaus errichtete Zweiständer-Hallenhaus wurde so sehr verändert, dass es 2020 aus dem Denkmalverzeichnis gestrichen wurde. | 35762737 | BW   |

## Langförden

### Gruppe: Gut Bomhof
Die Gruppe „Gut Bomhof“ besteht aus dem Gutsareal, das von einer Graft eingefasst wird. Bereits für 1426 ist die Wasserburg benannt. Möglicherweise bestand sie schon im 13. Jahrhundert. Die Gruppe hat die ID 35651749.

| Lage                                     | Bezeichnung | Beschreibung | ID       | Bild |
| ---------------------------------------- | ----------- | --- | -------- | ---- |
| Gut Bomhof 1 52° 47′ 37″ N, 8° 14′ 43″ O | Gutsanlage  | Die Gutsanlage mit dem Herrenhaus wird inselartig von der Graft umfasst. | 35762840 | BW   |
| Gut Bomhof 1 52° 47′ 37″ N, 8° 14′ 45″ O | Herrenhaus  | Das ein- bis zweigeschossige villenähnliche verputzte neoklassizistische Gebäude wurde von 1880 bis 1883 auf den Grundmauern der alten Burg errichtet. 1925 wurde das Gebäude erstmals erweitert, 1932 wurde der Turm mit der Hauskapelle angebaut. | 35762809 | BW   |
| Gut Bomhof 1 52° 47′ 38″ N, 8° 14′ 44″ O | Graft       | Die Graft umfasst die Gutsanlage mit dem Herrenhaus. | 35765935 | BW   |

### Gruppe: St. Laurentius
Die Gruppe „St. Laurentius“ besteht aus der katholischen St. Laurentius-Kirche und der unmittelbaren Umgebung. Seit 1200 befand sich hier eine Kirche aus Feldsteinen. Davon ist der Glockenturm erhalten. Die Gruppe hat die ID 35651735.

| Lage                                       | Bezeichnung | Beschreibung | ID       | Bild           |
| ------------------------------------------ | ----------- | --- | -------- | -------------- |
| Lange Straße 29 52° 47′ 7″ N, 8° 15′ 17″ O | Kirche      | 1910 bis 1912 wurde die neoromanische Basilika als katholische Kirche St. Laurentius nach den Entwürfen von Ludwig Becker und Wilhelm Sunder-Plaßmann mit zwei Türmen, Vierungskuppel und Querhaus errichtet. | 35762867 | Weitere Bilder |
| Lange Straße 29 52° 47′ 6″ N, 8° 15′ 16″ O | Turm        | Der Glockenturm unter einem Zeltdach besteht aus Feldsteinmauerwerk. Seit 1970 ist hier eine Gedenkstätte eingerichtet.                                                                                       | 35762895 | Weitere Bilder |
| Lange Straße 29 52° 47′ 6″ N, 8° 15′ 16″ O | Kapelle     | Die frühere Kapelle wurde von der Familie Reinke-Dieker als Ehrenmal für die Gefallenen des Ersten Weltkrieges gestiftet und später zu einem Torhaus umgebaut.                                                | 35762945 |                |
| Lange Straße 29 52° 47′ 7″ N, 8° 15′ 16″ O | Kirchhof    | Der Kirchhof umgibt die St. Laurentius-Kirche. | 35762923 | BW             |

### Einzeldenkmale
| Lage                                     | Bezeichnung              | Beschreibung | ID       | Bild |
| ---------------------------------------- | ------------------------ | --- | -------- | ---- |
| Am Meyerhof 4 52° 47′ 9″ N, 8° 15′ 12″ O | Speicher                 | 1827 errichteter Fachwerkspeicher unter einem Satteldach, der 1900 hierher transloziert wurde.                                                                                      | 35762760 | BW   |
| Diekerhof 1 52° 47′ 8″ N, 8° 14′ 52″ O   | Wohn-/Wirtschaftsgebäude | Auf dem Hof Reinke-Dieker wurde das Fachwerkgebäude mit dem Wohngiebel (laut Inschrift 1802) und dem Wirtschaftsgiebel (laut Inschrift 1811) Anfang des 19. Jahrhunderts errichtet. | 35762784 | BW   |

### Ehemalige Baudenkmale
| Lage                                                    | Bezeichnung | Beschreibung | ID       | Bild |
| ------------------------------------------------------- | ----------- | --- | -------- | ---- |
| Mühlendamm 7 52° 47′ 32″ N, 8° 15′ 32″ O                | Mühle       | 1830 wurde die Holländer-Windmühle (sog. „Buntenmühle“) auf einem Bruchsteinsockel errichtet. Nach einem Brand 1852 wurde die Mühle 1853 wieder aufgebaut. 1950 wurde ein Elektromotor eingebaut. 2024 wurde auf Grund des genehmigten Abbruchs die Mühle auf dem Denkmalverzeichnis gestrichen. | 35762969 | BW   |
| Paster-Meistermann-Straße 7 52° 47′ 10″ N, 8° 15′ 29″ O | Kirche      | Die 1972 errichtete und 2005 um einen Glockenständer ergänzte evangelisch-lutherischen Versöhnungskirche wurde ab Anfang 2024 nicht mehr im Denkmalverzeichnis geführt. | 51934049 | BW   |

## Oythe

### Einzeldenkmale
| Lage                                 | Bezeichnung    | Beschreibung | ID       | Bild           |
| ------------------------------------ | -------------- | --- | -------- | -------------- |
| Oythe 52° 44′ 23″ N, 8° 18′ 48″ O    | Kriegerdenkmal | Ringförmige Anlage einer Gedenkstätte zur Erinnerung an die Gefallenen der beiden Weltkriege. | 35765201 | BW             |
| Oythe 17 52° 44′ 25″ N, 8° 18′ 47″ O | Kirche         | Zwischen 1270 und 1280 errichtete Gewölbekirche aus Feldsteinmauerwerk. Der Westturm wurde 1770 bis 1771 erhöht. Eine erneute Erweiterung erfolgte 1840 bis 1842. Die Ausstattung stammt weitgehend aus dem Barock um 1720. | 35765223 | Weitere Bilder |

## Spreda

### Einzeldenkmal
| Lage                                          | Bezeichnung              | Beschreibung | ID       | Bild |
| --------------------------------------------- | ------------------------ | --- | -------- | ---- |
| Alte Dorfstraße 5 52° 46′ 49″ N, 8° 14′ 40″ O | Wohn-/Wirtschaftsgebäude | Auf dem Hof Pöhlking wurde 1859 das Vierständer-Hallenhaus errichtet. Der Wirtschaftsgiebel wurde 1990 erneuert. | 35762994 | BW   |

### Ehemaliges Baudenkmal
| Lage                                              | Bezeichnung              | Beschreibung | ID       | Bild |
| ------------------------------------------------- | ------------------------ | --- | -------- | ---- |
| Schwichtelerstraße 15 52° 46′ 44″ N, 8° 14′ 16″ O | Wohn-/Wirtschaftsgebäude | 1857 wurde das Zweiständer-Hallenhaus unter einem Satteldach errichtet. Auf Grund der Veränderungen wurde das Gebäude 2023 aus dem Denkmalverzeichnis gestrichen. | 35763019 | BW   |

## Stoppelmarkt

### Jüdischer Friedhof
| Lage                                      | Bezeichnung | Beschreibung | ID       | Bild |
| ----------------------------------------- | ----------- | --- | -------- | ---- |
| Visbeker Damm 52° 44′ 46″ N, 8° 17′ 16″ O | Friedhof    | Der jüdische Friedhof zeigt noch heute 26 Grabsteine aus der Zeit von 1837 bis 1936. Der Friedhof hat einen alten Baumbestand und ist mit einem Holzzaun eingefriedet. | 35765248 | BW   |

### Einzeldenkmal
| Lage                                     | Bezeichnung              | Beschreibung                                                           | ID       | Bild |
| ---------------------------------------- | ------------------------ | ---------------------------------------------------------------------- | -------- | ---- |
| Frohnsweg 1a 52° 44′ 45″ N, 8° 18′ 12″ O | Wohn-/Wirtschaftsgebäude | 1790 wurde das Zweiständer-Hallenhaus auf dem Hof Schomaker errichtet. | 35763044 | BW   |

## Stukenborg

### Einzeldenkmale
| Lage                                    | Bezeichnung | Beschreibung | ID       | Bild |
| --------------------------------------- | ----------- | --- | -------- | ---- |
| Stukenborg 7 52° 44′ 19″ N, 8° 16′ 3″ O | Taufstein   | Auf dem Hof Averdam befindet sich der aus Sandstein gefertigte Taufstein, der nunmehr als Blumenschale genutzt wird. | 35763095 | BW   |
| Stukenborg 7 52° 44′ 20″ N, 8° 16′ 3″ O | Wegekapelle | 1930 wurde die Wegekapelle als Backsteingebäude unter einem Satteldach errichtet.                                    | 35763069 | BW   |
| Stukenborg 7 52° 44′ 19″ N, 8° 16′ 2″ O | Baumbestand | Die Wegekapelle wird von einem alten Baumbestand umgeben.                                                            | 35766237 | BW   |
| Stukenborg 7 52° 44′ 19″ N, 8° 16′ 1″ O | Einfriedung | Die Wegekapelle ist mit Fundsteinen und Kiesbeton eingefriedet.                                                      | 35766642 | BW   |

## Telbrake

### Einzeldenkmale
| Lage                                     | Bezeichnung              | Beschreibung | ID       | Bild |
| ---------------------------------------- | ------------------------ | --- | -------- | ---- |
| Sträpel 1a 52° 43′ 35″ N, 8° 19′ 12″ O   | Wegekapelle              | Die Wegekapelle ist ein massives Holzgebäude, in deren Inneren sich eine Marienstatue auf einer Mondsichel befindet.                    | 35763120 | BW   |
| Telbrake 11a 52° 43′ 46″ N, 8° 19′ 32″ O | Wohn-/Wirtschaftsgebäude | Das Zweiständer-Hallenhaus wurde auf dem Hof Langeland 1789 unter einem Satteldach errichtet. Der Wirtschaftsgiebel kragt zweifach vor. | 35763142 | BW   |

## Vardel

### Gruppe: Gut Vardel
| Lage                                  | Bezeichnung              | Beschreibung | ID       | Bild |
| ------------------------------------- | ------------------------ | --- | -------- | ---- |
| Vardel 5 52° 45′ 0″ N, 8° 15′ 20″ O   | Wohn-/Wirtschaftsgebäude | Das alte Gutsgebäude wurde 1850 zunächst abgebrochen und mit Teilen kurze Zeit später neu errichtet. 1997 wurde das Gebäude abgebrochen und aus dem Denkmalverzeichnis gestrichen. An seiner Stelle entstand ein Neubau. | 35765566 | BW   |
| Vardel 9 52° 44′ 55″ N, 8° 15′ 17″ O  | Wohn-/Wirtschaftsgebäude | Das ursprünglich aus dem 17. Jahrhundert stammende Fachwerkgebäude wurde erheblich verändert, sodass es 2001 nicht mehr im Denkmalverzeichnis geführt wurde.                                                             | 35765544 | BW   |
| Vardel 52° 44′ 53″ N, 8° 15′ 14″ O    | Wohn-/Wirtschaftsgebäude | Das als Heuerhaus Anfang des 19. Jahrhunderts errichtete Zweiständer-Hallenhaus war Ende der 1990er Jahre abgängig und 2001 aus dem Denkmalverzeichnis gestrichen worden.                                                | 35765522 | BW   |
| Vardel 3a 52° 44′ 49″ N, 8° 14′ 59″ O | Wohn-/Wirtschaftsgebäude | Das als Heuerhaus Anfang des 19. Jahrhunderts errichtete Zweiständer-Hallenhaus wurde im 20. Jahrhundert erneuert. | 35765499 | BW   |
| Vardel 3 52° 44′ 46″ N, 8° 14′ 59″ O  | Wohn-/Wirtschaftsgebäude | Ähnlich einem Vierständer-Hallenhaus wurde das Heuerhaus errichtet. | 35765474 | BW   |